# Cortes do Meio
Corte dos Meios is een plaats (freguesia) in de Portugese gemeente Covilhã en telt 69 inwoners (2001).